# العلاقات الأذربيجانية السعودية
العلاقات الأذربيجانية السعودية يقصد بها العلاقة التي تجمع بين المملكة العربية السعودية بأذربيجان.

## تاريخ العلاقة
اعترفت السعودية باستقلال جمهورية أذربيجان في 30 ديسمبر 1991، وأنشئت علاقات دبلوماسية بين البلدين في 24 فبراير 1992. ثم قام وزير الخارجية الأذربيجاني بزيارة رسمية إلى المملكة العربية السعودية عام 1992. وبدأت تعمل السفارة الاذربيجانية في المملكة العربية السعودية في شهر أبريل عام 1994. في حين اعتمد السفير السعودي في تركيا قائمًا بأعمال سفارة بلاده في أذربيجان في 21 نوفمبر 1994، وافتتحت السفارة السعودية في أذربيجان في شهر يونيو عام 1999.

## التعاون الإغاثي
حين واجهت أذربيجان قضية اللاجئين والمهجرين، حصل اللاجئون والمهجرون الأذربيجانيون على مساعدات إنسانية الأغذية والأدوية خلال سنوات 1994 - 1999 في إطار برنامج الملك فهد للمساعدات، وتعمل في أذربيجان منظمة الإغاثة للمملكة العربية السعودية منذ عام 1993، قدمت هذه المنظمة مساعدات طبية بتزويد مخيمين للاجئين لـ 8300 شخص في مقاطعة بردعة، ومخيم للاجئين في مدينة سومغايت لـ 2700 شخص. وأنشأت هيئة الإغاثة الإسلامية العالمية بالمملكة العربية السعودية 3 مخيمات للنازحين في أذربيجان عام 1994م إثر تدفق اللاجئين الأذريين من إقليم قرة باغ إلى أذربيجان

## التعاون الاقتصادي
تساهم المملكة أيضا في معاهدة القرن التي تم التوقيع عليها في 20 سبتمبر 1994. تملك شركة ديلتا هيس السعودية 2.72% من الحصص في معاهدة القرن. في عام 2005 تم التوقيع على اتفاقية القروض بين البلدين بقيمة 18 مليون دولار حول تمويل مشروع إنشاء قناة ولولتشاي - تاختاكوربو مع صندوق التنمية للمملكة العربية السعودية واتفاقية حول ترويج الاستثمارات وحمايتها المشتركة بين حكومة المملكة العربية السعودية وحكومة جمهورية أذربيجان.
أصدر صندوق التنمية السعودي في 28 ديسمبر 2002 قرارا عن تخصيص قروض بقيمة 35.7 مليون ريال إلى الحكومة الاذربيجانية بغرض تحقيق مشاريع الإنشاء في مباني المدارس الثانوية بمدينة باكو. قامت الحكومة السعودية في 1 فبراير 2006 بتخصيص أموال بقيمة 50 الف دولار لتحقيق مشروع إزالة الألغام والذخائر القتالية في أراضي مقاطعتي ترتر وأغستافا باذربيجان.
خصصت المملكة العربية السعودية عام 2009 قروضا بحجم 25 مليون دولار لإعادة إنشاء وتوسيع نظام التموين بالمياه والصرف بابشيرون. كان حجم التبادل التجاري بين المملكة العربية السعودية وأذربيجان في عام 2010 كما يلي: حجم الصادرات السعودية 397 مليون دولار أمريكي مقابل حجم صادرات أذرية 51 مليون دولار أمريكي. كان البلدان قد أنشآ منتدى رجال الأعمال الأذربيجاني السعودي.

## الخط الزمني للعلاقة
- ديسمبر ١٩٩١: اعتراف السعودية باستقلال جمهورية أذربيجان.
- فبراير ١٩٩٢: إنشاء علاقات دبلوماسية بين البلدين.
- أبريل ١٩٩٤: عمل السفارة الأذربيجانية في السعودية.
- ١٩٩٤-١٩٩٩: دعم اللاجئين الأذربيجان بالأدوية والمساعدات الإنسانية ضمن برنامج الملك فهد للمساعدات.
- نوفمبر ١٩٩٤: اعتماد السفير السعودي في تركيا قائم أعمال لأذربيجان.
- يونيو ١٩٩٩: افتتاح السفارة السعودية في أذربيجان.
- يناير ٢٠٠٠: هيئة الإغاثة الإسلامية العالمية تُرسل مساعدات بقيمة 957,385 ريال سعودي.[3]
- ديسمبر ٢٠٠٢: الحكومة السعودية تُقرض الحكومة الأذربيجانية لدعم القطاع التعليم.
- ٢٠٠٥: التوقيع على اتفاقية القروض لتمويل مشروع إنشاء قناة ولولتشاي - تاختاكوربو.
- ٢٠٠٩: الحكومة السعودية تُقرض الحكومة الأذربيجانية لدعم أنظمة المياه.